# Summa theologiae

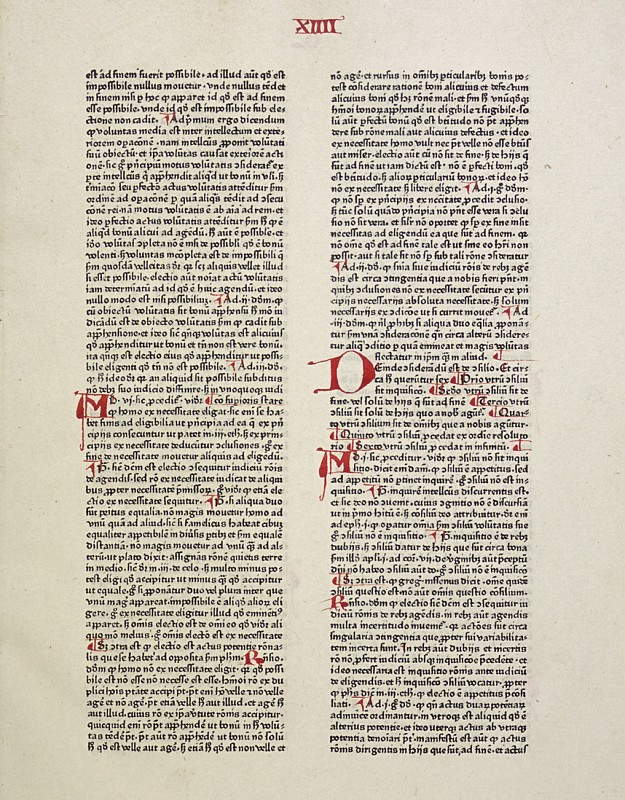
Středověký rukopis Teologické sumy

Summa theologiae (Suma teologická, v literatuře 19. století někdy uváděno jako Tresť bohovědy) je nejznámějším spisem sv. Tomáše Akvinského, který vznikl v letech 1265/1266–1273. Na díle se podílel také sv. Albert Veliký (Albertus Magnus).

## Úvod
V úvodu spisu Tomáš Akvinský uvádí, že je to spis pro ty, kdo v teologických otázkách nepatří mezi pokročilé, nýbrž mezi začátečníky. Text je členěn proto jednoduše a jasně v článcích, otázkách a odpovědích.

## Metoda
Summa užívá při pojednání o jednotlivých otázkách stejné struktury:
1. Nejprve uvede argumenty běžně uváděné proti otázce článku.
2. Následují protiargumenty (sed contra).
3. Následuje Tomášovo shrnutí a vysvětlení (respondeo).
4. Nakonec jsou uvedeny komentáře k argumentům (ad argumentum).

## Struktura díla
Hlavní Tomášovo dílo je hodnoceno jako vynikající filozoficko-teologické pojednání. Summa theologiae je rozdělena do tří částí, druhá část je pak rozdělena do dvou dílů. Třetí část však zůstala nedokončena a Tomášovi žáci ji doplnili o dodatky (Supplementum).
Tři části se dělí na kvestie (quaestiones), které jsou opět rozděleny do článků (articuli). Při odkazech na jednotlivá místa se uvádí číslo části, kvestie a článku, obvykle doplněné o část argumentace (viz výše).
Celá Summa se zabývá filozoficko-teologickým bádáním o Bohu, morální teologií, svátostmi. Mezi Tomášovy autority patří Písmo svaté, liturgické texty, církevní Otcové, filozofové, mezi nimi zvláště Aristotelés.

## Obsah

### Pars prima
První kvestie 1. části ukazuje, že teologie je věda, objasňuje její metodu a dává jí mezi ostatními vědami přednostní postavení. Hlavním tématem první části je filozofická a teologická nauka o Bohu, jeho existenci a podstatě a o Nejsvětější Trojici. Bůh je sám o sobě základním jsoucnem, ostatní jsoucna na jeho existenci pouze participují. Bůh je proto prvotní příčinou, pramenem a předobrazem všech jsoucen. Součástí pojednání jsou i klasické důkazy Boží existence.

### Pars secunda
Druhá část Summy se zabývá účelem lidského života, lidským jednáním, ctnostmi a mravním zákonem.

## Význam díla
Teologická suma je teologické dílo a svým obsahem i strukturou odpovídá křesťanskému zjevení, které analyzuje, vykládá a hledá jeho důsledky. Pro výklad teologické nauky Tomáš často užívá filozofických pohledů a argumentů, takže je Summa také základním filozofickým přehledem zvláště v otázkách metafyziky, antropologie a etiky. Jedná se v mnohém o průkopnické dílo, které velmi ovlivnilo současnou i pozdější filozofii a teologii.

## Překlady do češtiny
Do češtiny byla Suma teologická přeložena a vydána dominikánským řádem v letech 1937-1940 v edici Krystal. V roce 2003 byl vydán reprint českého překladu celé Teologické sumy.
Od roku 2003 vycházejí v nakl. Krystal OP tematicky zaměřené výbory otázek z Teologické sumy.